# Hesychotypa dola
Hesychotypa dola là một loài bọ cánh cứng trong họ Cerambycidae.